# زكي الحلبي
زكي باشا الحلبي ضابط عربي شغل قيادة «الجيش الرابع» العثماني الذي كان متواجدا في دمشق. وقد جاء تعيينه من قبل حكومة الاتحاد والترقي لاستمالة العرب واسترضائهم. لكنه أعفي من منصبه لكونه عربيًا ومناهضًا للتحالف مع ألمانيا عند بدأ الحرب العالمية الأولى، وعين مكانه جمال باشا المعروف بالسفاح.
أنضم للثورة العربية الكبرى عند تقدم الثوار باتجاه الطفيلة. وشارك في قيادة معركة الطفيلة